# Pepijn Lijnders
Pepijn Lijnders (Broekhuizen, 24 januari 1983) is een Nederlands voetbaltrainer.

## Carrière

### Jeugdtrainer
Lijnders werd geboren in het Limburgse Broekhuizen. Hij studeerde aan het CIOS en liep in 2002 stage bij PSV. Na zijn afstuderen kwam hij in dienst van de club, waar hij onder andere de C- en D-jeugd trainde en zich ontwikkelde als techniektrainer. In 2007 verliet hij de club voor een avontuur als jeugd- en techniektrainer bij Porto.

### Liverpool
Hij bleef acht jaar werkzaam in Portugal, voor hij in 2015 de overstap maakte naar Liverpool. In eerste instantie werd hij ook hier jeugdtrainer, maar na enkele maanden werd hij op voorspraak van hoofdtrainer Brendan Rodgers aangesteld als assistent-trainer van het eerste elftal. Nadat Rodgers in oktober 2015 ontslagen werd, kwam Lijnders te werken onder de Duitse-trainer Jürgen Klopp, met wie hij een goede relatie opbouwde en doorgroeide tot eerste assistent.

### N.E.C.
In de zomer van 2017 toonden enkele Nederlandse voetbalclubs, waaronder Go Ahead Eagles, interesse om Lijnders aan te stellen als hoofdtrainer. Hij besloot echter Klopp trouw te blijven en eerst zijn hoogste trainersdiploma te behalen in Wales.
Op 2 januari 2018 maakte N.E.C. bekend Lijnders te hebben aangesteld als hoofdtrainer. Hij volgde in Nijmegen Peter Hyballa op, die ruim een half jaar eerder aan de kant werd gezet. In de tussentijd had assistent-trainer Adrie Bogers, bij het ontbreken van een passende kandidaat, de functie waargenomen. Lijnders ondertekende een contract voor anderhalf jaar. Op 17 mei van datzelfde jaar werd hij echter alweer ontslagen door de Nijmegenaren nadat hij in de play-offs om promotie was uitgeschakeld door het FC Emmen van Dick Lukkien.

### Terugkeer bij Liverpool
Enkele weken later, op 5 juni 2018, werd bekend dat Lijnders terug zou keren bij Liverpool om weer aan de slag te gaan als assistent-trainer van Klopp. In 2020 werden The Reds na dertig jaar voor de eerste maal kampioen van de Premier League. Een jaar eerder had de club beslag gelegd op hun zesde Champions League-titel. In de jaren die volgde volgden nog een FA Cup, twee EFL Cups en een Community Shield. Toen Klopp op 26 januari 2024 bekend maakte aan het eind van het seizoen Liverpool te verlaten werd ook bekend dat Lijnders de club op datzelfde moment zal verlaten.

### Red Bull Salzburg
Op 15 mei 2024, maakte het Oostenrijkse Red Bull Salzburg bekend dat Lijnders per medio 2024 de hoofdtrainer zou worden van het eerste elftal. Hier volgde hij de reeds ontslagen Gerhard Struber op. Lijnders tekende een contract tot medio 2027. Salzburg plaatste zich onder Lijnders via de voorrondes voor de competitiefase van de Champions League. Op 16 december 2024  werd hij echter al ontslagen na een reeks teleurstellende resultaten.

## Erelijst
Als assistent-trainer
| FIFA Club World Cup   | 1× | 2019             |
| UEFA Champions League | 1× | 2018/19          |
| UEFA Super Cup        | 1× | 2019             |
| Premier League        | 1× | 2019/20          |
| EFL Cup               | 2× | 2021/22, 2023/24 |
| FA Cup                | 1× | 2021/22          |
| FA Community Shield   | 1× | 2022             |